# Tragopa morio
Tragopa morio är en insektsart som beskrevs av Fabricius. Tragopa morio ingår i släktet Tragopa och familjen hornstritar. Inga underarter finns listade i Catalogue of Life.